# Everton (ur. 1996)
Everton Sousa Soares, również Everton Cebolinha (ur. 22 marca 1996 w Maracanaú) – brazylijski piłkarz, występujący na pozycji skrzydłowego w brazylijskim klubie CR Flamengo.

## Kariera klubowa
Everton urodził się w Maracanaú w stanie Ceará. W 2012 roku na zasadzie wypożyczenia dołączył do zespołu młodzieżowego Grêmio z Fortalezy. W październiku 2013 roku został wykupiony przez klub z Porto Alegre, a jednocześnie był łączony z przenosinami do Manchesteru City.
Przed sezonem 2014 trener Endersona Moreira włączył Evertona do kadry pierwszej drużyny. 19 stycznia zadebiutował w barwach klubu w rozgrywkach Campeonato Gaúcho. Pierwszą bramkę strzelił cztery dni później w wygranym 2:1 meczu z Lajeadense.
Everton zadebiutował w Série A 20 kwietnia 2014 r. w przegranym 1:0 meczu z Athletico Paranaense. W sezonie 2014 nie zaliczył zbyt wielu występów, jednak rok później zaczął występować znacznie częściej, a także zdobył swoją pierwszą bramkę w lidze. Stało się to 6 września 2015 r. w wygranym 2:1 meczu z Goiás.
W dniu 15 sierpnia 2016 r. Everton przedłużył umowę z Grêmio do 2020. W sezonie 2017 wraz z kolegami z drużyny świętował triumf w Copa Libertadores.

## Kariera reprezentacyjna
W dniu 17 sierpnia 2018 r. Everton został powołany przez trenera Tite na mecze towarzyskie przeciwko Stanom Zjednoczonym i Salwadorowi.
W maju 2019 roku został włączony do 23-osobowej kadry Brazylii na Copa América. W pierwszym meczu turnieju przeciwko Boliwii zdobył pierwszego gola dla reprezentacji. Siedem dni później Everton strzelił swoją drugą bramkę dla reprezentacji, podczas ostatniego meczu fazy grupowej, gdzie przeciwnikiem Brazylii była reprezentacja Peru. W meczu finałowym turnieju strzelił trzecią bramkę dla kadry i na turnieju. 3 bramki dały mu tytuł króla strzelców Copa America.

## Osiągnięcia

### Zespołowe
Grêmio
- Puchar Brazylii: 2016
- Copa Libertadores: 2017
- Recopa Sudamericana: 2018
- Recopa Gaúcha: 2019

Reprezentacyjne
- Copa América: 2019

### Indywidualne
- Bola de Prata: 2018
- Król strzelców Copa América: 2019
- Drużyna turnieju Copa América: 2019